# Riaz Durgahed
Riaz Durgahed (ur. 4 maja 1977) – maurytyjski bokser, olimpijczyk.

## Kariera amatorska
W 1999 zdobył srebrny medal na igrzyskach afrykańskich w Johannesburgu. W finale pokonał go Abdul Tebazalwa. W 2000 reprezentował Mauritius na igrzyskach olimpijskich w Sydney jednak przegrał swoją pierwszą walkę z Nehomarem Cermeño, odpadając z rywalizacji.
W 1997 r. został wicemistrzem igrzysk frankofońskich, rywalizując w kategorii do 51 kg. W finale przegrał minimalnie z reprezentantem gospodarzy Celestinem Augustinem. W 2001 r. zdobył brązowy medal w kategorii do 54 kg. na igrzyskach frankofońskich w Ottawie.